# Pfaffenbach (Bühler)
Der Pfaffenbach ist ein Bach im Gebiet der Gemeinde Bühlerzell im Landkreis Schwäbisch Hall im nordöstlichen Baden-Württemberg, der nach einem 2 km langen, etwas westsüdwestlichen Lauf im namengebenden Dorf der Gemeinde von rechts in die obere Bühler mündet. 

## Geographie

### Verlauf
Der Pfaffenbach entsteht dicht beim Einzelanwesen Benzenhof der Gemeinde in einer Höhe von etwa 480 m ü. NHN. Er läuft von Anfang bis Ende ungefähr nach Westsüdwesten und tritt schon nach wenigen Metern in den Wald ein, der die lehmige Klinge erfüllt, in die er sich zwischen dem Pfaffenberg links und einem weiteren Sporn der Ellwanger Berge an der rechten Seite des Laufs eingräbt. Nach knapp der Hälfte seines Laufs öffnet sich die Flur zunächst nur am rechten Unterhang. Nun läuft der Bach begleitet von einer Baumgalerie durch eine Wiesenflur zunächst bis zu den Sportstätten am Nordostrand Bühlerzells. Bis hierher ein sehr natürlich fließender Bach mit halbmeter- bis meterbreitem Bett und kleinen Richtungswechseln, durchläuft er nun in einem kleinen eingezäunten Freizeitgrundstück einen kleinen Teich und danach in einem an die beidseitigen Aufschüttungen für die Spielfelder und den Parkplatz grenzenden, weiten Geländegraben.
Unterhalb des Parkplatzes für die Sportplätze geht seine Aue nun nach rechts fast profillos in die des benachbarten Dietzenbachs über, der hier weniger als hundert Meter entfernt ungefähr in selber Richtung fließt. Aus einer Eintiefung neben dem flachen gewöhnlichen Bett zweigt hier nach rechts ein unterirdisches Rohr von etwa einem Meter Durchmesser zum Dietzenbach ab, das bei stärkerer Wasserführung den größten Teil des Zuflusses vom Dorfkern fernhält. Fünfzig Meter weiter verschwindet dann der Pfaffenbach selbst am Beginn der Ortsbebauung ebenfalls in einer Verdolung; das erste Grundstück ist bergseitig mit einem flachen Erdwall von etwa einem halben Meter Höhe zusätzlich gegen Überschwemmung geschützt.
Die Verdolung erreicht im nördlichen Dorfteil schnell die Kottspieler Straße, läuft unter ihr kurz südlich bis zum zentralen Fischerplatz des Ortes und danach weiter neben oder unter der Geifertshofer Straße bis zur Flussbrücke des Dorfes, wo der Pfaffenbach dann auf ca. 385 m ü. NHN von rechts in die obere Bühler mündet.
Die Mündung des 2,0 km langen Bachs liegt etwa 95 Höhenmeter unter seiner Quelle, das mittlere Sohlgefälle beträgt mithin rund 47 ‰. Er hat, außer kurzen oder nur unbeständig wasserführenden Rinnsalen in seiner Klinge und einem Entwässerungsgraben entlang dem Sportstätten-Parkplatz in die Senke der Überleitung zum Dietzenbach, keine wesentlichen Zuflüsse.

### Einzugsgebiet
Der Pfaffenbach entwässert etwa 0,8 km² des von Osten her bis an den Bühlerlauf reichenden Naturraums Ellwanger Berge, die ein Teilgebiet der Schwäbisch-Fränkischen Waldberge sind. Angrenzende Einzugsgebiete sind im Nordwesten und Norden das des Dietzenbachs, im Nordosten das des Sperberklingenbachs, der wie dieser, über den Avenbach viel weiter abwärts in die Bühler mündet. An der Südostseite fließt der bedeutendere Gruppenbach zur Bühler weit oberhalb, hinter der linken Wasserscheide auf dem Kamm dem Pfaffenbergs läuft danach meist etwas ferner als der Dietzenbach an der anderen Seite der Schäfbach zu seiner Bühlermündung ebenfalls in Bühlerzell.
Der höchste Punkt des Einzugsgebietes liegt auf etwa 496 m ü. NHN an seiner Nordostspitze, wo die K 2627 von der jenseitigen Rodungsinsel um Kammerstatt her den Waldriegel oberhalb des Benzenhofs betritt.  
Geologisch treten im Einzugsgebiet die Mittelkeuper-Schichten vom Stubensandstein (Löwenstein-Formation) bis hinunter in den Gipskeuper (Grabfeld-Formation) auf. Der Bach selbst entspringt im Übergangsbereich von den Oberen Bunten Mergeln (Mainhardt-Formation) zum unter ihm liegenden Kieselsandstein (Hassberge-Formation), am Wechsel in die Untere Bunte Mergel (Steigerwald-Formation) in seiner Waldschlucht hat sich Kalksinter abgelagert. Der Schilfsandstein (Stuttgart-Formation) setzt etwa ein, wo der Bach den Wald verlässt. Im Bereich der folgenden Estherienschichten des Gipskeupers ist das Tal noch ausgeprägt, wo dessen darunter liegenden Schichten beginnen, weitet sich das Tal zur gemeinsamen Aue mit dem Dietzenbach. Der Bach mündet im Gipskeuper, im Auensedimentband der Bühler. Auch den eigenen Lauf begleitet schon bald nach dem Wechsel in den Gipskeuper ein Schwemmsedimentschlauch. Die geologische Karte zeichnet einen Schwemmfächer etwas nördlich der jetzigen Mündung ein, den demzufolge früher Pfaffen- und Dietzenbach gemeinsam aufgeschüttet haben müssten. In der Natur ist diese Geländewölbung aber kaum zu erkennen.
Auf etwas weniger als der Hälfte des Einzugsgebietes steht Wald, nämlich in der äußersten Ostnordostspitze, vor allem aber im Oberlaufbereich an beiden Talhängen, am Mittellauf nur noch teilweise. Auf der offenen Hochebene um den Benzenhof nehmen Äcker die offene Flur ein, während am Unterlauf neben dem beträchtlichen Siedlungsanteil die Landwirtschaftsflur fast nur aus Wiesen besteht. Das gesamte Einzugsgebiet liegt in der Teilortsgemarkung des Hauptorts der Gemeinde Bühlerzell, einziger Siedlungsplatz darin außer Bühlerzell selbst ist das Einzelanwesen Benzenhof am Ursprung.

### LUBW
Amtliche Online-Gewässerkarte mit passendem Ausschnitt und den hier benutzten Layern: Lauf und Einzugsgebiet von Schäfbach, Pfaffenbach und Dietzenbach
Allgemeiner Einstieg ohne Voreinstellungen und Layer: Daten- und Kartendienst der Landesanstalt für Umwelt Baden-Württemberg (LUBW) (Hinweise)

1. 1 2 3  Höhe nach dem Höhenlinienbild auf dem Hintergrundlayer Topographische Karte.
2. ↑  Länge nach dem Layer Gewässernetz (AWGN).
3. ↑  Einzugsgebiet abgemessen auf dem Hintergrundlayer Topographische Karte.

### Andere Belege
1. ↑  Modellierte Werte nach Abfluss-BW Gewässerknoten MQ/MNQ
2. ↑  Wolf-Dieter Sick: Geographische Landesaufnahme: Die naturräumlichen Einheiten auf Blatt 162 Rothenburg o. d. Tauber. Bundesanstalt für Landeskunde, Bad Godesberg 1962. → Online-Karte (PDF; 4,7 MB)
3. ↑  Geologie nach den Layern zu Geologische Karte 1:50.000 auf: Mapserver des Landesamtes für Geologie, Rohstoffe und Bergbau (LGRB) (Hinweise). Ein ähnliches Bild bietet die unter → Literatur aufgeführte geologische Karte.